# Obština Montana
Obština Montana (bulharsky Община Монтана) je bulharská jednotka územní samosprávy v Montanské oblasti. Leží na severozápadě Bulharska. Sídlem obštiny je město Montana, kromě něj zahrnuje obština 23 vesnic. Žije zde necelých 50 tisíc stálých obyvatel.

## Sídla
| - Belotinci - Bezdenica - Blagovo - Doktor Josifovo - Dolna Verenica - Dolna Riksa - Dolno Belotinci - Gabrovnica | - Gorna Verenica - Gorno Cerovene - Klisurica - Krapčene - Lipen - Montana (sídlo správy) - Nikolovo - Slavotin | - Smoljanovci - Stubel - Studeno Buče - Sumer - Trifonovo - Vinište - Virove - Vojnici |

## Sousední obštiny
| Růžice kompasu | Brusarci         | Medkovec Jakimovo | Bojčinovci | Růžice kompasu |
| Růžice kompasu | Ružinci Čiprovci | Sever             | Krivodol   | Růžice kompasu |
| Růžice kompasu | Ružinci Čiprovci | Obština Montana   | Krivodol   | Růžice kompasu |
| Růžice kompasu | Ružinci Čiprovci | Jih               | Krivodol   | Růžice kompasu |
| Růžice kompasu | Georgi Damjanovo | Berkovica         |            | Růžice kompasu |

## Obyvatelstvo
V obštině žije 48 516 stálých obyvatel a včetně přechodně hlášených obyvatel 59 964. Podle sčítání 1. února 2011 bylo národnostní složení následující:
- Bulhaři: 47 464 (91.9 %)
- Romové: 3 764 (7.3 %)
- Turci: 34 (0.1 %)
- ostatní: 397 (0.8 %)